# Elaphrus angulonotus
Elaphrus angulonotus es una especie de escarabajo del género Elaphrus, familia Carabidae. Fue descrita científicamente por Shi & Liang en 2008.
Se distribuye por China. La especie fue encontrada en el municipio de Pekín (distrito de Haidian). Difiere de otras especies del género por presentar un ángulo lateral prominente en el pronoto.